# Gens Metília
|  | No s'ha de confondre amb Gens Mecília. |

Metília (en llatí Metilia gens) era una gens romana d'origen albà. Van emigrar a Roma quan Alba Longa va ser destruïda. Eren sens dubte família patrícia, ja que van ser admesos immediatament al senat romà. Tot i així més tard tots els membres que apareixen a la història van pertànyer a la branca plebea. Plini el Vell menciona una llei (lex Metilia de Fullonibus) el 220 aC.
Personatges destacats van ser:
- Espuri Metili, tribú de la plebs el 416 aC.
- Marc Metili I, tribú de la plebs el 401 aC
- Marc Metili II, tribú de la plebs el 217 aC
- Tit Metili Crotó (Titus Metilius Croto) va ser un magistrat romà, que el 215 aC era legat del pretor Appi Claudi Pulcre per dirigir les legions de l'illa de Sicília. L'esmenta Titus Livi[2]